# فهرسة

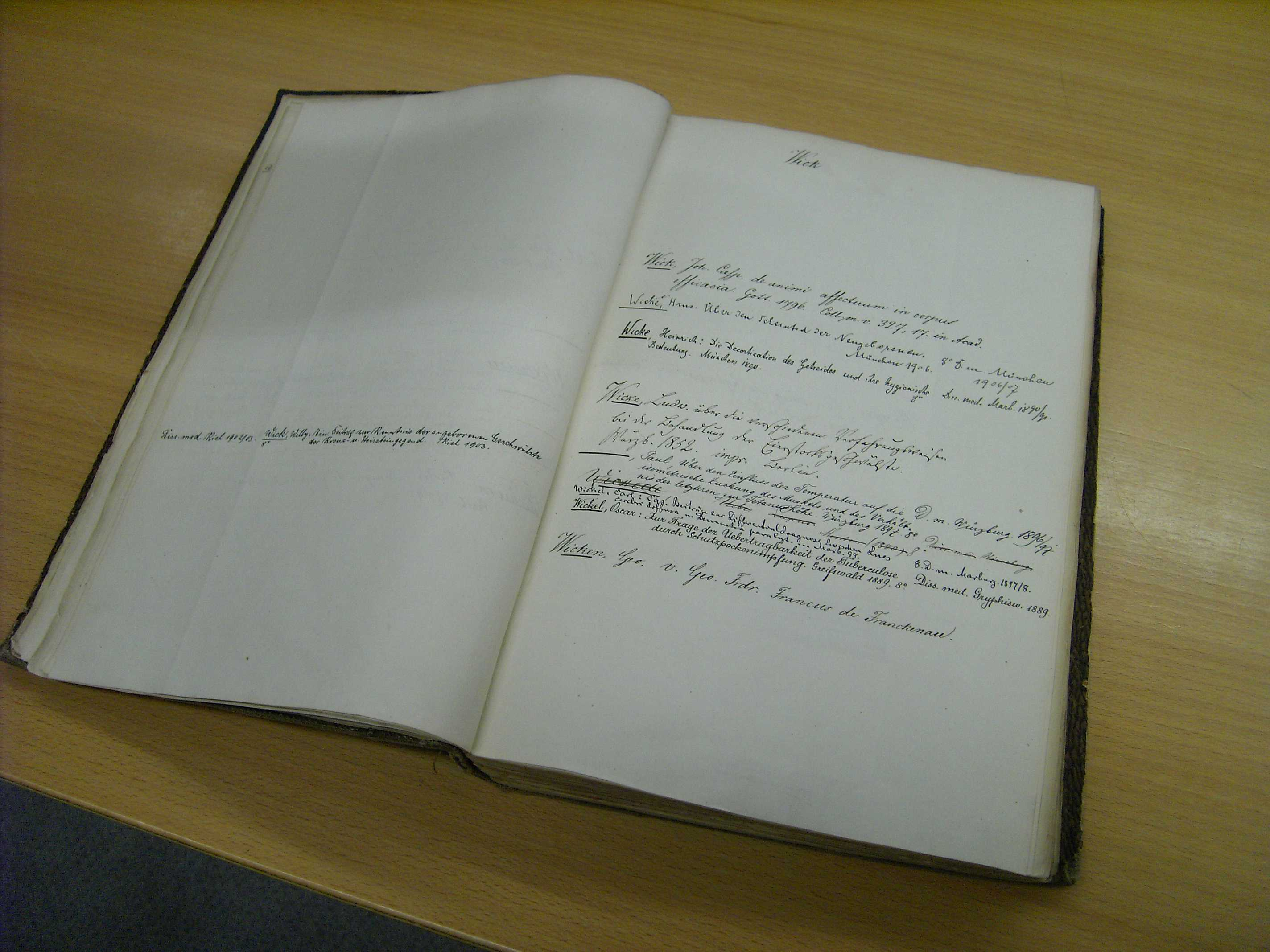

الفهرسة هي عملية إنشاء الفهارس أو هي الوصف الفني لمواد المعلومات لتكون في متناول المستفيد بأيسر الطرق في أقل وقت ممكن.
يمكن تعريف الفهرس بأنه : «قائمة بالكتب وغيرها من المواد المكتبية مرتبة وفق نظام معين أو قائمة تسجل وتصنف وتكشف مقتنيات مجموعة معينة أو مكتبة معينة أو مجموعة مكتبات»، ويعتبر الفهرس مفتاح المكتبة ودليلها الذي يحدد أماكن المواد المكتبية المختلفة على رفوف المكتبة. وإذا كانت وظيفة المكتبة هي توفير المواد المكتبية للقارئ فإن الفهرس هو تلك الأداة التي تقوم بدور حلقة الوصل بين القارئ والمواد المكتبية المتوفرة له على رفوف المكتبة وفي أقسامها المختلفة.

## وظائف الفهرس
1. حصر أو تسجيل للمواد المكتبية في مكتبة معينة.
2. أداة للاسترجاع أو تحديد مكان مواد معينة في مجموعة المكتبة.
3. أداة للضبط الببليوجرافي.
4. أداة لاسترجاع المعلومات.
5. أداة لتقييم المجموعات وفقا لموضوعاتها.
6. قائمة حصرية لتسجيل المواد في المكتبة.

## أشكال الفهارس

### الفهرس في شكل كتاب
يعد أقدم أشكال الفهارس التي اِستخدمها المكتبات حتى نهاية القرن 19 عشر تقريباً.

### الفهرس المحزوم
شكل حديث وابتكار إيطاليّ عبارة عن غلاف جلدي يحتوي بين دَفّتيه حوالي 100 بطاقة ولم يحقق انتشاراً، بدأ استخدامه في المكتبات في الربع الثالث من القرن 19.

### الفهرس البطاقي
شكل حديث بدأ يحقق اِنتشاراً كبيراً بداية القرن العشرين وخاصة بعد أن قامت مكتبة الكونغرس بإصدار البطاقة المطبوعة.

### الفهرس في شكل مصغر
عبارة عن استنساخ فوتوغرافي مصغر لبيانات الفهرسة التي ينبغي ان تكبر للقراءة عن طريق جهاز معين. وهناك شكلان شائعان :
أ) الفهرس الميكروفيشي.
ب) الفهرس الميكروفيلمي.

### الفهارس الآلية
ظهر الآن ما يسمى فهرس الاتّصال المباشر للجُمهور إصدار مكتبة الكونغرس عام 1967م يوزع على مشتركيه على هيئة أشرطة ممغنطة.

## أنواع الفهارس
1- الفهرس المجزأ :
1/1 – فهرس المؤلف : «فهرس المؤلفين والأسماء».
2/1 - فهرس العنوان.
3/1 - فهرس الموضوع.
2- الفهرس القاموسي : نظام أَمريكيّ يُنظم مداخل المؤلفين والعناوين والموضوع وترتب هجائي واحد ويصلح للمكتبات الصغير.
3- الفهرس المصنف : وهو الفهرس الذي يرتب حسب أرقام التصنيف.

## أنواع البطاقات
1- البطاقة الرئيسية : يكون فيها المدخل الرئيسي ( المؤلف أو العنوان ).
2- البطاقة الإضافية : تكون البطاقة الإضافية بأحد المداخل الإضافية ( العنوان، المؤلف المشارك، المترجم، المحرر أو رأس الموضوع ...الخ ) ويسجل المدخل الإضافي على البعد الثاني وفي حالة ان المدخل الإضافي يكون طويلا فاِنهُ يكمل على البعد الثالث.
3- بطاقة إحالة ( انظر See ) وتستخدم لإحالة المستفيد من رأس غير مستخدم إلى رأس آخر مستخدم.
4- بطاقة إحالة ( انظر أيضا See Also ) وتستخدم لإحالة المستفيد من رأس مستخدم إلى رأس آخر مستخدم.

### أجزاء البطاقة
تتكون بطاقة الفهرسة من أربع أجزاء رئيسية :
الجزء الأول : رقم التصنيف.
الجزء الثاني : المدخل الرئيسي.
الجزء الثالث : الوصف الببليوجرافي.
الجزء الرابع : المتابعات.

### حقول الوصف الببلوجرافي
يتكون الوصف الببليوجرافي من عدد ثمانية حقول كالتالي :
1- العنوان وبيان المسئولية.
2- الطبعة ووصفها والبيانات التابعة لها إن وجدت.
3- مكان النشر، الناشر، تاريخ النشر.
4- الوصف المادي.
5- السلسلة.
6- التبصرات المرجعية.
7- الترقيم الدولي الموحد ردمك أو تدمك أو ISBN.
8- فقرة المتابعة.

## نبذه مختصرة عن تطور قواعد الفهرسة

### قواعد بانتزي
أول قواعد وضعت من قبل شخص يدعى بانتيزي وهو إيطاليّ وهي عبارة عن 19 قاعدة عام 1841م وطبقت هذه القواعد لغاية 1887م وبعد ذلك بدا التغير في هذه القواعد

### قواعد جويت
بعد بانتزي ظهر شخص جديد أسمة جويت وهو أَمريكيّ وضع قواعد للفهرسة عام 1852م وصدرت تحت عنوان لبناء فهارس المكتبات ...الخ

### قواعد كتر
وضع أوّل قواعد للفهرس القاموسي صدر 1876م ويغطي مداخل المؤلفين والعناوين والموضوعات ...الخ

### القواعد الپروسية
وهي القواعد التي ظهرت بواسطة المكتبي ( كارل ) في عام 1886م ...الخ

### قواعد الفاتيكان
حيث نشرت هذة القواعد عام 1931م وذلك للمساعدة في إعداد فهرس قاموسي جديد لمكتبة الفاتيكان ...الخ

### تقنين الفهرس المصنف
وهذا التقنين من إعداد عالم المكتبات الهندي رانجانتان وصدرت الطبعة الأولى عام 1934م ...الخ

### التقنين الانجلو – أمريكي
اشتركت في إصدارة برِيطَانيَا وأمريكا، أصدرت جمعية المكتبات البريطانية قواعد الفهرسة 1883م ونفس السنة أصدرت جمعية المكتبات الأمريكية تحت عنوان القواعد المركزة لفهرس المؤلف والعنوان ...الخ

### التقنين الدولي للوصف البيبليوغرافي
هو المعيار الذي يحدد عناصر البيانات التي يتم تسجيلها في البطاقة الفهرسية وفق ترتيب محدد. يتم تعريف كل عنصر بستخدم علامة الترقيم المقررة كوسيلة للتعرف على عناصر البيانات وعرضها وجعلها مفهومة للمسفيد. تم نشر اخر نسخة من لمبادئ الفهرسة الدولية من قبل الإفلا في عام 2011.

## فوائد استخدام الفهارس الآلية
1- أمداد المستفيدين بنقاط إتاحة أكثر.
2- تحسين كفاءة الفهرس.
3- تقليل مشكلات تزايد تكاليف صيانة الفهارس البطاقية.
4- تقليل الحيز المكاني الذي يشغله الفهرس البطاقي.
5- استيعاب عدد ضخم من البطاقات مخزنة على إسطوانات لا يزيد قطره عن 3.50 أو 5.25 بوصة.
6- سرعة تحديث البيانات.
7- فهرسة المادة مرة واحدة واستخدامها بواسطة العديد من المكتبات المشتركة في نظام الفهرس الآلي.
8- إصدار الفهرس بشكل مطبوع بسرعة كبيرة على شكل ( كتاب مطبوع – فهرس بطاقي – شكل مصغر )